# Mars 1822

## Événements
- 2 mars, France : adoption de l'amendement Bastard ("le plus timide des modérés", "c'est pas la première fois qu'un bâtard a sauvé la France dirent les journaux et pendant deux jours mon pacifique cousin fut un Dunois" note Charles de Rémusat) qualifiant l'autorité royale de Constitutionnelle.

- 5 mars : inauguration de la synagogue de la rue Notre-Dame-de-Nazareth à Paris.

- 7 - 8 mars, France : troubles à l'Ecole de droit, deux cents arrestations.

- 12 mars : nouveau tarif douanier. Retour à un système prohibitif jusqu’en 1857 (assouplissements en 1841 et 1850)[1]. Protection des industries textiles, qui connaissent un grand essor (manufactures d’Ivanovo, manufactures Morozov à Orekhovo-Zuevo, manufacture d’indienne Zindel, fondée en 1823 à Moscou).

- 17 mars, France : loi relative à la police des journaux et écrits périodiques (5 articles).

- 19 mars, France : arrestation des quatre sergents de La Rochelle.

- 25 mars : limitation de la liberté de la presse en France (Peyronnet)[2].

## Naissances
- 6 mars : Adolphe Aze, peintre français († 20 mars 1884).
- 8 mars : Charles Frédéric Girard (mort en 1895), médecin et zoologiste américain d'origine française.
- 10 mars : Willem Roelofs, peintre, aquarelliste, aquafortiste et lithographe néerlandais († 12 mai 1897)
- 11 mars : Joseph Bertrand (mort en 1900), mathématicien français.
- 15 mars : William Henry Edwards (mort en 1909), entomologiste américain.
- 16 mars : Rosa Bonheur, peintre et sculptrice française († 25 mai 1899).
- 18 mars : Jan Weissenbruch, peintre néerlandais († 15 février 1880).
- 28 mars : Hermann Kanzler, commandant suprême des armées pontificales.

## Décès
- 5 mars : Alexis de Courval (né en 1774), homme politique et archéologue français.
- 9 mars : Edward Daniel Clarke (né en 1769), minéralogiste et archéologue anglais.
- 17 mars : Charles-Hélion de Barbançois-Villegongis (né en 1760), agronome français.
- 21 mars : Charles d'Amondans de Tinseau (né en 1748), officier et mathématicien français.
- 26 mars : Theodor Grotthuss (né en 1785), chimiste allemand.